# Муров, Аскольд Фёдорович
Аскольд Фёдорович Му́ров (1928—1996) — советский и российский композитор, один из основателей сибирской композиторской школы. Заслуженный деятель искусств РСФСР (1983).

## Биография
Аскольд Фёдорович родился 5 февраля 1928 года в Покровске (ныне Энгельс Саратовской области) в семье Фёдора Фёдоровича Мурова — драматического актёра, игравшего в Саратовском драматическом театре, немца по национальности, и Марьи Ефимовны — домохозяйки. Согласно Указу «О переселении немцев, проживающих в районах Поволжья» в августе 1941 года семья Муровых была выслана в Сибирь, на станцию Промышленная Кемеровской области. К этому периоду относятся первые музыкальные сочинения Аскольда.
В 1946 году Аскольд Фёдорович поступает в Новосибирский инженерно-строительный институт, где учился по специальности «Теплогазоснабжение и вентиляция», а с 1948 по 1951 — параллельно учился в Новосибирском музыкальном училище (ныне — Новосибирский музыкальный колледж имени А. Ф. Мурова) на дирижёрско-хоровом отделении. В 1951 году, получив диплом инженера-строителя, уехал по распределению в Сталинск (ныне — Новокузнецк), где до 1958 года проработал в качестве инженера-проектировщика по гражданскому и промышленному строительству. Наряду с основной работой в это время А. Ф. Муров писал музыку к спектаклям, работал концертмейстером. В 1955 году Аскольд Фёдорович решает порвать со своей инженерной специальностью и вновь отправляется в Новосибирск. В открывшейся в 1956 год Новосибирской консерватории не было композиторского факультета и Муров пришёл абитуриентом на дирижёрско-хоровой факультет.
Известно, что до этого Аскольд Фёдорович пользовался советами композитора К. Н. Нечаева, жившего в Новосибирске, и смог представить довольно серьёзный список сочинений на вступительных экзаменах. Но на собеседовании с первым ректором консерватории, Н. Ф. Орловым, Муров был глубоко разочарован тем, что ограниченное число мест не позволит взять на место дирижёра человека, чьи интересы лежат в стороне от этой специальности. В следующем году, получив высокие оценки по специальности, Муров «завалил» историю музыки. И лишь в 1958 году, после третьей попытки, А. Ф. Муров был зачислен на 2-й курс Новосибирской консерватории в класс профессора М. А. Гозенпуда.
Ещё в годы учёбы А. Ф. Мурова в консерватории его произведения начинают звучать в различных городах страны. В 1960 году на смотре в Москве были исполнены его Второй квартет, фортепианное трио, соната для альта и фортепиано, балетная сюита «Мойдодыр» и вокальные циклы, получившие высокие оценки. Дипломная работа Мурова — Первая симфония (1961), была отмечена не только местной, но и столичной прессой. К этому периоду относится и знакомство А. Ф. Мурова с Д. Д. Шостаковичем, с которым он впоследствии имел дружеские и творческие контакты.
После окончания консерватории А. Ф. Муров вёл большую преподавательскую и общественную работу. С 1965 по 1970 годы он возглавлял Сибирскую организацию Союза композиторов РСФСР, в 1968—1972 годах был секретарём СК РСФСР и членом правления СК СССР, в 1967—1969 годах — депутатом Новосибирского городского совета. 15 марта 1968 года Аскольд Фёдорович стал доцентом кафедры композиции НГК имени М. И. Глинки. Доктор искусствоведения (1978).
Во второй половине 1960-х ряд произведений А. Ф. Мурова вызвал резкую критику со стороны властей. После воронежской премьеры его Третьей симфонии (1968) в местной газете появилась «разгромная» статья под названием «О гражданской ответственности художника». Муров обвинялся в формализме, в создании «эксцентрического дивертисмента», служении «кучке гурманов», гражданской безответственности. Статья вызвала резонанс в музыкальных кругах Новосибирска, последовала аналогичная публикация секретаря Новосибирского обкома КПСС. В жизни композитора наступил трудный период, 1 июня 1970 года он оставил пост председателя правления Сибирской организации СК РСФСР. Не считая возможным дальнейшую работу в Новосибирске, он планировал воспользоваться рекомендацией Д. Д. Шостаковича и перейти на работу в Горьковскую государственную консерваторию. Не исключено, что только личная просьба Шостаковича не уезжать из Сибири повлияла на его решение остаться.
Начало 1970-х годов также ознаменовалось конфликтами А. Ф. Мурова с властями. Созданная в 1971 году «Тобольская симфония» была исполнена в 1973 году с большим успехом у публики, но вызвала «разборку» со стороны партийных властей города. На «процессе» против А. Ф. Мурова присутствовали инструктор обкома КПСС, секретарь райкома КПСС, секретари парторганизации консерватории и Новосибирской организации Союза писателей.
В 1971—1972 годах А. Ф. Муров вместе с женой — оперной певицей Аллой Фёдоровной Муровой — находился в командировке во Вьетнаме. Целью командировки было создание во Вьетнаме агит-бригад. Выбор пал на супругов Муровых, потому что вьетнамцам требовались одновременно и композитор, и педагог по вокалу. Этот год принес массу новых впечатлений, знакомство с вьетнамской музыкой, работу с новыми учениками, а также правительственные награды ДРВ: Орден «За военный подвиг», медаль «За сотрудничество в борьбе с американским империализмом», боевой значок Министерства обороны ДРВ «5 августа».
В 1984 году А. Ф. Муров вновь возглавил Сибирскую организацию Союза композиторов России и находился на этом посту до своей кончины в 1996-м.
В конце 1980-х здоровье А. Ф. Мурова резко ухудшилось. Он перенес инфаркт, сложную операцию, неоднократно проходил курсы лечения в кардиологических клиниках города, продолжая, несмотря на это, интенсивно работать.
7 мая 1996 года, во время очередной госпитализации, Аскольд Федорович Муров скоропостижно скончался.

## Семья
Был женат дважды: от первого брака (1949—1959 гг.) со Светланой Чеславовной Муровой (Можейко, 1927—2002) есть 2 дочери: Нина (1949 г.р.) и Татьяна (1953 г.р.) Младшая дочь Татьяна Аскольдовна (ныне Кучмар) — заслуженный учитель РФ, тоже музыкант, дирижёр хормейстер. Уже более 30 лет она руководит хоровой студией в городе Угличе. Именно в Угличе в 1926 году познакомились родители А. Ф. Мурова (отец Фёдор Фёдорович — был на гастролях, где работала воспитателем в детском доме Мария Ефимовна). Старшая дочь Нина (в браке Трубачёва) — работавшей инженером-программистом. От первого брака у Аскольда Фёдоровича — 3 внука и 4 правнука.
С 1963 года был женат на певице Алле Фёдоровне Ковалёвой (Муровой), преподавателе Новосибирской консерватории. Сын — Роман (1965 г.р.)

## Награды и премии
- заслуженный деятель искусств РСФСР (1983)
- Государственная премия РСФСР в области музыкального искусства (1990) — за симфонию для струнного оркестра, посвящённую 400-летию Тобольска.

## Память
- На доме по улице Ядринцевская № 25 в Новосибирске, где с 1986 по 1996 год работал композитор, в память о нём установлена мемориальная доска.[3]
- В 2006 году имя Аскольда Мурова было присвоено Новосибирскому музыкальному колледжу, в котором композитор учился в молодости[4].
- Похоронен на Заельцовском кладбище (квартал 103).

## Список произведений
- балет «Мойдодыр» (1960)
- муз. комедия «Умные вещи» (по С. Маршаку, Новосибирск, 1965)
- оратория «Бессонница века» (сл. сов. поэтов, 1966)
- радиодекламаторий «Голоса Революции» (сл. сов. поэтов и драматургов, 1970)
- Тобольская симфония (сл. из исторических документов, псалмов, В. Хлебникова, 1971)
- Первая симфония (1961),
- Вторая симфония, симфония-балет (1964),
- Третья симфония (1968)
- Четвёртая симфония (Стереофония, 1974),
- Пятая симфония (1981),
- Симфония для струнных (1986),
- Симфония для духовых и ударных (1988),
- Шестая симфония (1991),
- Балетно-симфонические сцены (1961),
- Зимушка-зима (1962),
- поэма Ленин в Шушенском (1969);
- Два впечатления о Вьетнаме (1974);
- квартет «Сибирские новеллетты» (1961),
- «Фуга» (1962); Ф-п.
- трио (1959);
- Концертные вариации (1958);
- Соната (1958);
- Два каприса (1974);
- Партита для фортепиано (1974);
- Две инвенции для клавесина (1975);
- циклы «Поэтические образы» (сл. М. Гарцмана, 1958),
- композиция Десятые годы (сл. А. А. Блока, 1975);
- хоры, в том числе циклы Из сибирской народной поэзии (сл. нар., 1963), Песни села Балман (сл. нар., 1968),
- кантата Русские портреты (сл. А. Н. Плещеева, А. А. Дельвига, Н. М. Языкова, Н. П. Огарева, А. С. Хомякова, Ф. И. Тютчева, 1975);
- обработки русских и вьетнамских народных песен.